# Petrophile longifolia
Petrophile longifolia är en tvåhjärtbladig växtart som beskrevs av Robert Brown. Petrophile longifolia ingår i släktet Petrophile och familjen Proteaceae. Inga underarter finns listade i Catalogue of Life.